# Norberto Torres
Norberto Torres (n. 1960) es un investigador, escritor y flamencólogo nacido en Saint-Fons, Lyon, Francia, en 1960. Es uno de los mayores expertos sobre guitarra flamenca en España.[cita requerida] Es Filólogo y Doctor en Ciencias Sociales y Humanas. Ha recibido el Premio de Investigación por parte del Ministerio de Cultura.

## Biografía
Norberto Torres Cortés nació en Saint Fons, provincia de Lyon (Francia), en 1960 e hijo de padres andaluces emigrantes. Se licenció en Filología Hispánica en la Universidad Lyon II y fue Diplomado en Guitarra Clásica y Solfeo por el Conservatorio de Música de Venissieux, Francia. Fue Director de la Escuela Comarcal de Música del Bajo Andrax entre 1984 y 1987. Es Profesor Titular de Filología en Secundaria desde 1987. Es miembro del Seminario “Pastora Pavón” del Centro de Profesores de Almería, organismo que se dedica a la formación para la introducción del Flamenco en la escuela primaria y secundaria.

### Congresos y seminarios
Sus líneas de investigación se han orientado principalmente hacia la guitarra flamenca. Ha sido ponente en las ediciones del Congreso Internacional de Arte Flamenco celebradas en 1992, 1993,1994, 1996, 1998, 2000, 2001, 2002, 2003 y 2004, con trabajos sobre la guitarra flamenca. [cita requerida] En la edición de 1993, el XXI Congreso Internacional de Arte Flamenco y celebrado en París en 1993, realizó la ponencia “Universalidad Guitarristica del Flamenco”, por la cual recibió el Premio de Investigación por parte de Ministerio de Cultura. Fue ponente del Congreso de Folklore Andaluz en 1990, 1994 y 1996, en la edición de 1994, celebrada en Málaga, participó con la ponencia “Divulgación y Enseñanza del Fandango”.[cita requerida] Participó en el V Festival de Nimes con una conferencia sobre la guitarra flamenca. En 1996 participó como conferenciante en las VIII Jornadas de Estudio sobre Historia de la Guitarra, celebradas dentro del Festival Internacional de la Guitarra de Córdoba. En el XXIV Congreso de Arte Flamenco, celebrado en Sevilla, realizó la ponencia “ George Hilaire, La Estética del Flamenco”[cita requerida]. Participó en el seminario “El Flamenco y el 98”, organizado por la Facultad de Geografía e Historia de la Universidad Hispalense de Sevilla, en donde realizó la conferencia “La Guitarra Flamenca en el Tránsito del XIX al XX”.
En 2002 formó parte del ciclo “Personajes del Siglo XX”, celebrado en el Teatro Central de Sevilla y en donde realiza una ponencia sobre El Niño Ricardo.[cita requerida] En el congreso realizado en 2005 en Sevilla sobre Pastora Pavón “La Niña de Los Peines” formó parte de la mesa redonda “Análisis de las fuentes documentales sobre Pastora Pavón”, con “El Toque en el ante de Pastora”. Fue igualmente, con el apartado “El Toque en su Cante”, uno de los doce investigadores que realizaron un estudio sobre la vida y obra de La Niña de Los Peines para el DVD publicado en 2004 por la Junta de Andalucía en torno a esta cantaora. En el Festival Internacional de la Guitarra de Córdoba 2004, formó parte junto a Juan José Téllez, Félix Grande, Faustino Núñez y José Manuel Gamboa, del ciclo de conferencias que se realizaron como homenaje a la figura de Paco de Lucía, con la conferencia “Claves del Lenguaje Musical de Paco de Lucía”. En 2006 coordinó el Seminario de Guitarra Flamenca celebrado como actividad dentro de la XV Bienal de Flamenco de Sevilla.[cita requerida]

### Obras
Como escritor ha publicado varios libros de investigación en torno a la guitarra flamenca: Historia de la Guitarra Flamenca, El Surco, El Ritmo y El Compás, Guitarra Flamenca Vol. 1, Guitarra Flamenca Vol. 2: Lo Contemporáneo y Otros Escritos o Niño Ricardo, Vida y Obra. Así mismo es autor de cinco capítulos de la Historia del Flamenco publicada por la Editorial Tartessos en 1995. Es autor junto a otros profesores del manual reglado por la Universidad Internacional de Andalucía para la introducción del Flamenco en las escuelas.

### Actividad periodística
En la actualidad es miembro de la redacción de las revistas especializadas en Flamenco "Sevilla Flamenca" y "Candil", fue colaborador de las ya desaparecidas "La Caña" y "El Olivo". Es colaborador de las revista francesa especializada en guitarra "Guitarrist Acoustic".